# شرکت سهامی تامسون

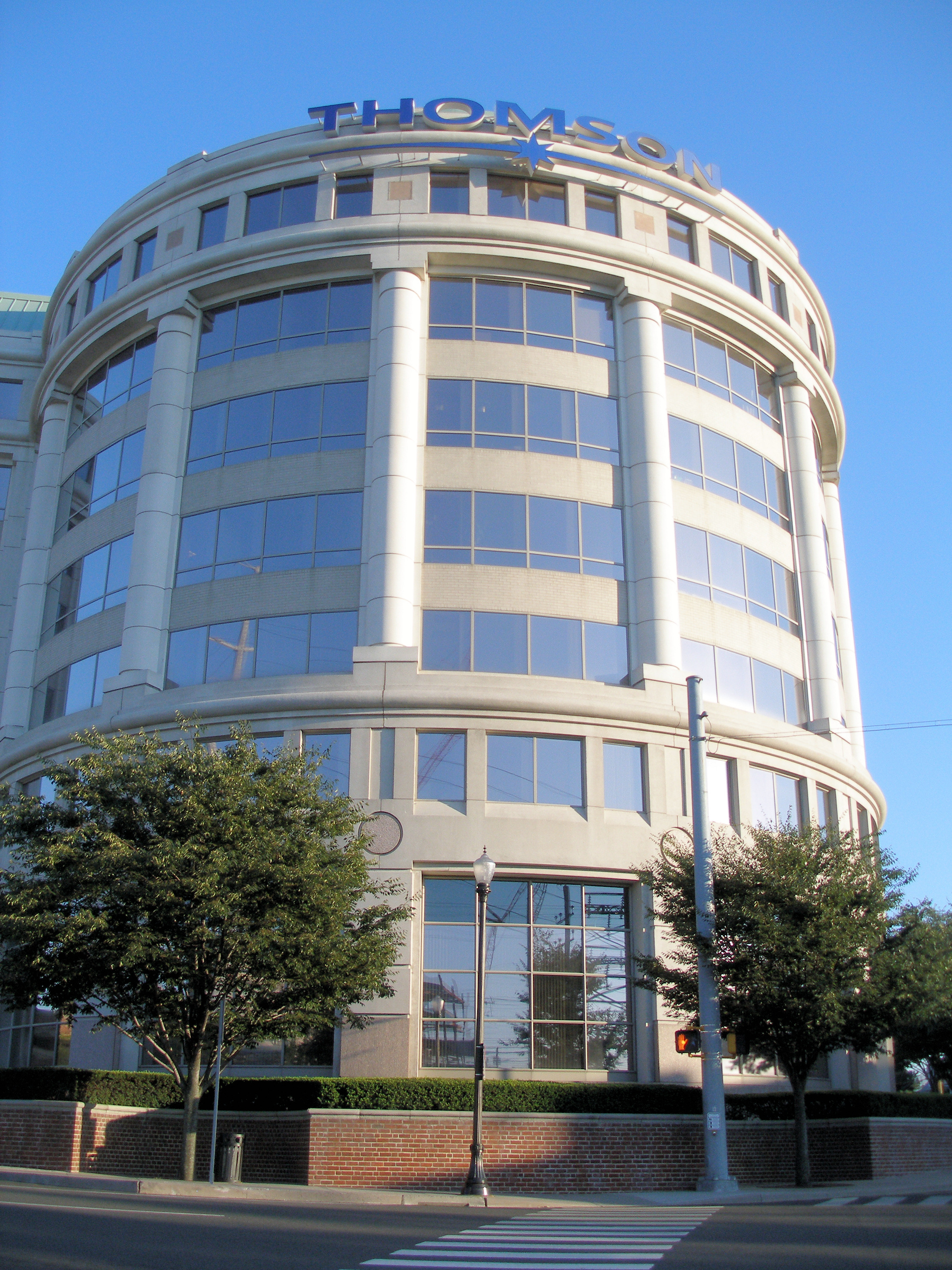
ساختمان مرکزی شرکت سهامی تامسون

شرکت سهامی تامسون (به انگلیسی: Thomson Corporation) شرکت رسانه‌های گروهی [کانادایی مستقر در ایالات متحده آمریکا است، که در زمینهٔ انتشار روزنامه و مجلات، مدیریت شبکه‌های تلویزیونی و ایستگاه‌های رادیویی، چاپ و نشر کتاب و خدمات اطلاعاتی فعالیت می‌نماید.
ریشه‌های تأسیس این شرکت به سال ۱۹۳۴ و راه‌اندازی روزنامهٔ تایمینز دیلی پرِس توسط هربرت تامسون بازمی‌گردد. او بعدها اقدام به خریداری و تصاحب چندین روزنامه، هفته‌نامه و مجله در بریتانیا نمود، که برای نمونه می‌توان به روزنامه‌های تایمز و اسکاتس‌من اشاره کرد. فرم کنونی شرکت سهامی تامسون در سال ۱۹۸۹ شکل گرفت. شرکت تامسون در سال ۲۰۰۸ گروه رویترز را به ارزش ۱۷٫۲ میلیارد دلار خریداری کرد، سپس دو شرکت با هم ادغام شدند، که در پی آن گروه تامسون رویترز تأسیس گردید.
دفتر مرکزی این شرکت در شهر استمفورد، کنتیکت، ایالات متحده آمریکا قرار دارد و بخشی از سهام آن در بازار بورس نیویورک و بازار بورس تورنتو معامله می‌شود.